# Конотоп (локомотивне депо)

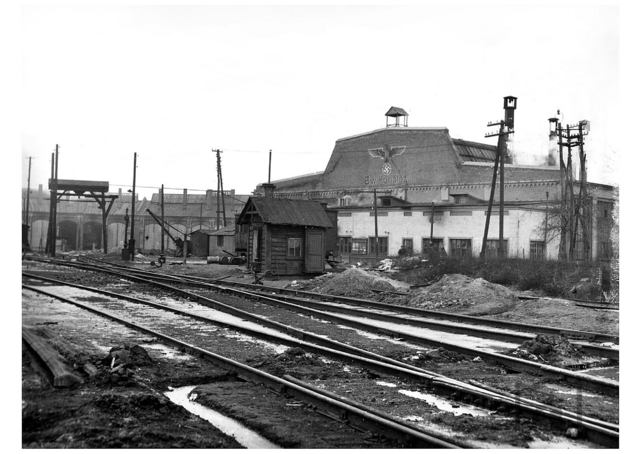
Локомотивне депо Конотоп у часи німецької окупації

Локомоти́вне депо́ «Коното́п» (МФА: [kon̪oˈt̪ɔp] ( прослухати)) (ТЧ-11) — одне з 9 основних локомотивних депо Південно-Західної залізниці. Розташоване поблизу однойменної станції за адресою: Сумська обл., м. Конотоп, вул. Свободи, 1.

## Історія
На кінець будівництва Курсько-Київської залізниці, у 1868 році, локомотивне депо Конотоп було цегляною будівлею на 12 паровозів з приміщенням для резервуара.
Історичний рухомий склад:
- паровози — Эв/и, Св, Т48;
- тепловози — ТЕ3, ТЕП60.

До наших днів збереглися бригадний будинок — одна з найстаріших на столичній магістралі будівель і перша залізнична насосна станція, яка зараз є житловим будинком. 

## Див. також

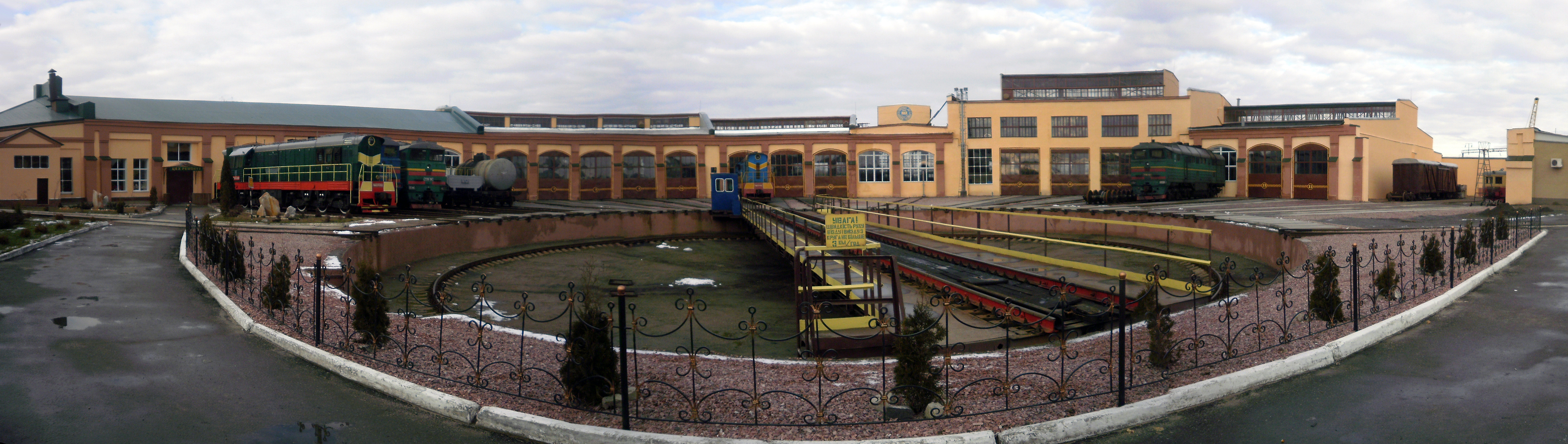
Локомотивне депо Конотоп. Поворотне коло.

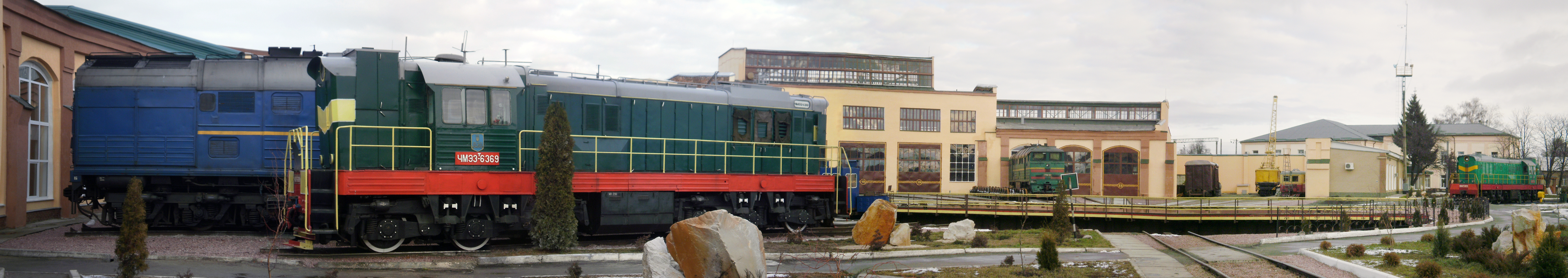
Локомотивне депо Конотоп